# ケス (映画)
『ケス』（Kes）は、1969年制作のイギリスの映画。

## ストーリー
1960年代前半、母親と兄と共にヨークシャーのさびれた炭坑町に住むビリーは、兄と上手くいかず、引っ込み思案のために学校でもいじめられる毎日を送っていた。ある日、ハヤブサの巣を見つけてヒナを持ち帰り、懐かないと言われるその鳥をケスと名付けて調教しはじめる。

## キャスト
- デヴィッド・ブラッドレイ：ビリー・キャスパー
- フレディ・フレッチャー：ジャド・キャスパー
- リン・ペリー：キャスパー夫人
- コリン・ウェランド：ファーシング先生